# Louisa Adams
Louisa Catherine Johnson Adams, nata Louisa Catherine Johnson (Londra, 12 febbraio 1775 – Washington, 15 maggio 1852), fu la moglie di John Quincy Adams, il sesto presidente degli Stati Uniti.

## Biografia

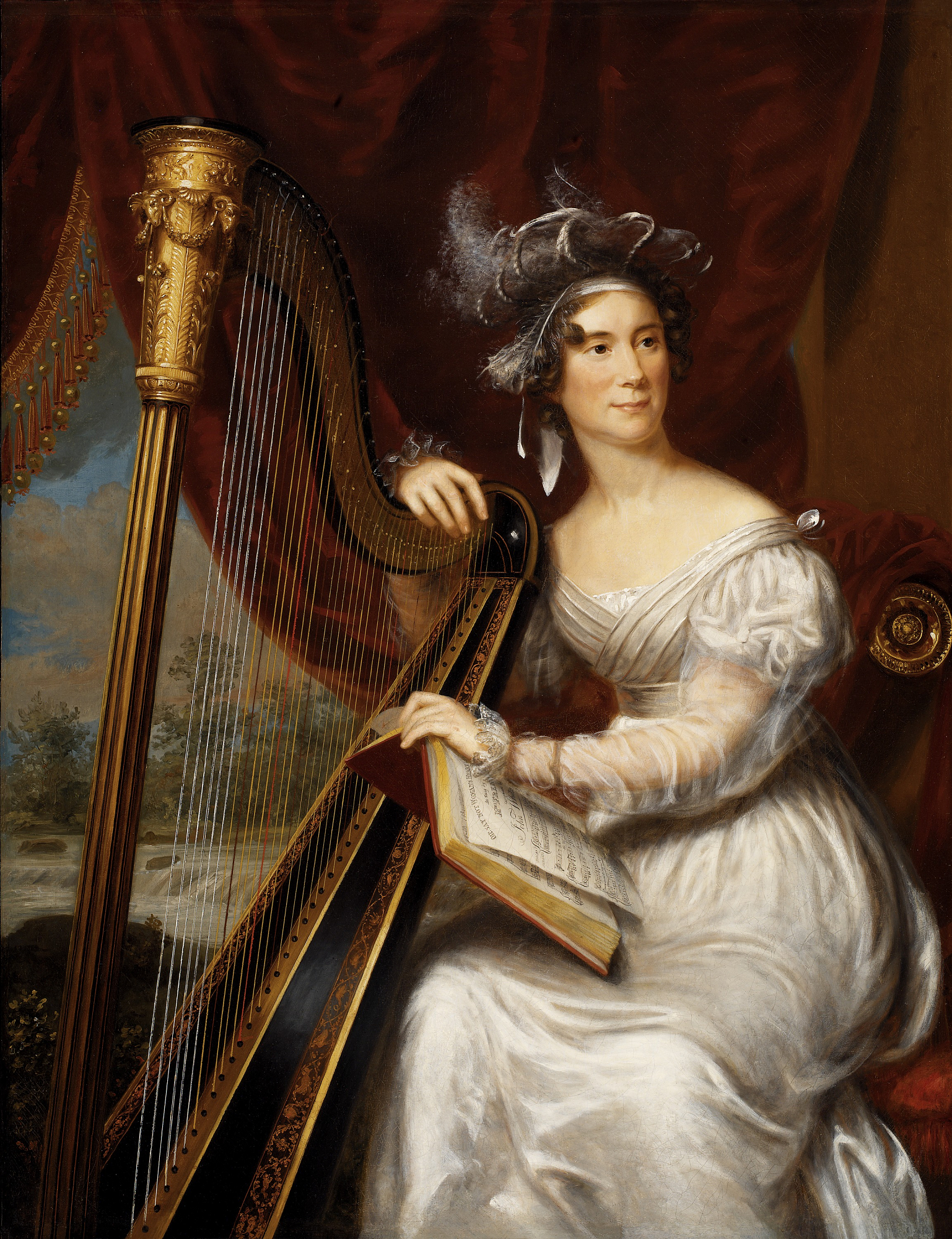
Louisa Adams in un ritratto di Charles Bird King

Figlia di Catherine Nuth e Joshua Johnson, un mercante americano, il cui fratello Thomas Johnson è stato governatore del Maryland e membro della corte suprema. Era la seconda di nove fratelli. 
Crebbe a Londra e a Nantes, dove la famiglia si era rifugiata durante la rivoluzione americana.

## Matrimonio
Louisa conobbe John Quincy Adams a Londra, dove viveva con la famiglia. Suo padre era stato nominato console generale negli Stati Uniti nel 1790 e Adams lo visitò per la prima volta nel novembre del 1795. Adams, inizialmente, mostrò interesse per la sua sorella maggiore, ma ben presto venne attirato da Louisa.
Le nozze vennero celebrate il 26 luglio 1797, presso la chiesa parrocchiale di All Hallows-by-the-Tower, a Tower Hill. Nello stesso anno si trasferirono negli Stati Uniti.
Ebbero quattro figli: 
- George Washington Adams (1801–1829)
- John Adams II (1803–1834)
- Charles Francis Adams, Sr. (1807–1886)
- Louisa Catherine Adams (1811–1812)[3]

Dopo essere cresciuta a Londra e in Francia, trovava il Massachusetts un luogo stupido e provinciale. D'altra parte sviluppò un affetto caloroso per il suo suocero, e nonostante le differenze occasionali, un profondo rispetto per la suocera.
Nel 1809 accompagnò il marito in Russia, lasciando i due figli più grandi in America. Nonostante il glamour della corte degli zar, dovette lottare con gli inverni freddi, le usanze strane, i fondi limitati e la cattiva salute.
Quando suo marito venne nominato Segretario di Stato nel 1817, la famiglia si trasferì a Washington, dove salotto di Louisa divenne un centro per il corpo diplomatico. Amante della danza e fluente nella lingua francese, l'educazione e cultura europea di Louisa Adams furono di grande aiuto negli affari diplomatici del marito, al punto di diventare amica della famiglia di Prussia. Tuttavia Louisa Adams soffrì di gravi problemi di salute, che la portavano ad essere spesso vittima di svenimenti e di depressione, dovuta in parte anche all'indifferenza del marito nei confronti delle sue esigenze.

## First Lady
Nel 1825 ricoprì la carica di first lady. Sebbene continuasse i suoi "salotti" settimanali, preferiva serate tranquille di lettura, composizione, poesia e suonare la sua arpa. Per un certo tempo, si rammaricava di aver sposato un membro della famiglia Adams, uomini freddi e insensibili.

## Morte
Nel 1831 suo marito divenne membro della Camera dei rappresentanti.
Suo marito morì allo United States Capitol nel 1848, e Louisa Adams rimase a Washington sino alla morte avvenuta il 15 maggio 1852 all'età di settantasette anni. In occasione del suo funerale, entrambe le camere del Congresso tennero il lutto per ogni donna. Fu sepolta accanto al marito, insieme al presidente John Adams e alla moglie Abigail Adams, nella prima parrocchia di Quincy, nel Massachusetts.